# بانوی خاکستری (فیلم ۱۹۳۷)
بانوی خاکستری، معروف به شرلوک هولمز (آلمانی: Die graue Dame)  یک فیلم سینمایی آلمانی در ژانر معمایی به کارگردانی اریش انگلس و با بازی هرمان اسپیلمنز، ترود مارلن و الیزابت‌وند محصول سال ۱۹۳۷ است. 